# تاج آند

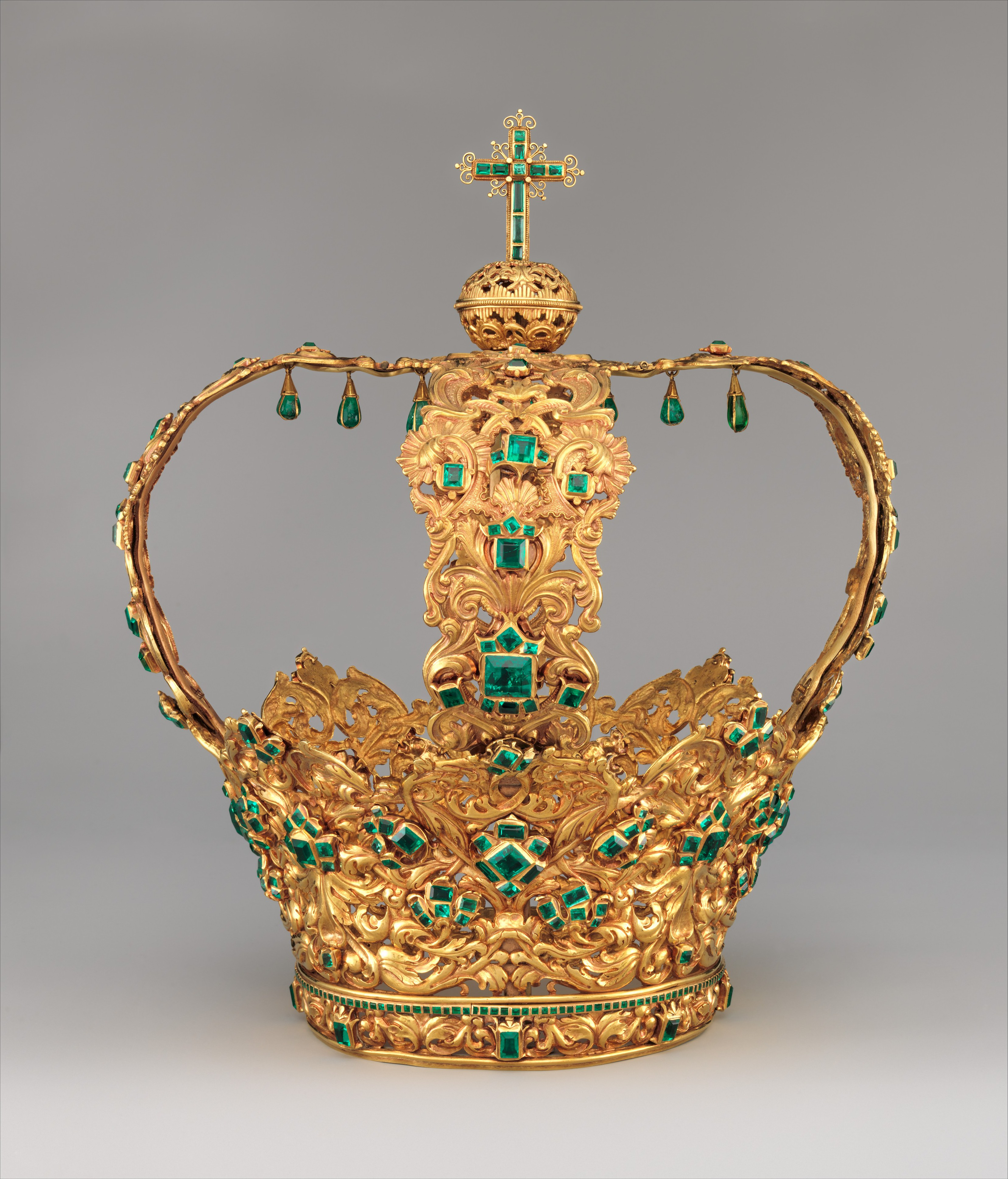
تاج آند.

تاج آند (La Corona de los Andes) تاجی نذرشده است که در اصل برای مجسمه مریم باکره، که بزرگ‌تر از اندازه انسانی است و در کلیسای جامع پوپایان کلمبیا قرار دارد، ساخته شده‌است. قدیمی‌ترین بخش تاج، قسمت کروی و صلیب بالای تاج است که متعلق به سده ۱۶ میلادی است. سربند تاج در حدود ۱۶۶۰ ساخته شده و قوس‌های آن در حدود ۱۷۷۰ میلادی به تاج افزوده شده‌اند. تاج با ۴۵۰ زمرد تزئین شده که بزرگ‌ترین آن‌ها «زمرد آتاهوالپا» است که احتمالاً متعلق به امپراتور اینکایی آتاهوالپا (۱۵۳۳–۱۴۹۷) است که هنگام دستگیری او در ۱۵۳۲ به دست فرانسیسکو پیزارو، فاتح اسپانیایی، از او گرفته شد. در سال ۱۹۳۶ مالک تاج آن را به تاجری آمریکایی فروخت و از آن زمان در آمریکاست. از دسامبر ۲۰۱۵، این تاج به موزه متروپولیتن نیویورک تعلق دارد.
داستان های مختلفی در مورد ساخت و منشأ تاج آند وجود دارد که مشهور ترین آنها این است که این تاج در دهه 1590 برای قدردانی از شهر پوپایان پس از در امان ماندن از شیوع آبله که منطقه را ویران کرده بود، ساخته شد.
کریستوفر هارتوپ یک متخصص جواهرات است که در طی یک فروش پیشنهادی در کریستیز در نیویورک در سال 1995، تاج را بررسی و عنوان کرد که این تاج یک قطعه ترکیبی است. او قدمت صلیب کوچک در بالا را به قرن شانزدهم تخمین زد و عنوان کرد که نیمه پایین آن در قرن هفدهم تکمیل شده و طاق های متقاطع مربوط به قرن 18 است. 

## شرح
ارتفاع تاج 34 سانتی متر (13 اینچ) با قطر بدن 33.4 سانتی متر (13.1 اینچ) و وزن آن 2.17 کیلوگرم (4.8 پوند) است. از طلای 18 تا 22 عیار ساخته شده است. 450 زمرد روی آن وجود دارد: بزرگترین آنها که به نام "زمرد آتاهوالپا" شناخته می شود، سنگی مستطیل شکل با ابعاد 15.8 میلی متر (0.62 اینچ) در 16.14 میلی متر (0.635 اینچ) است.